# العلاقات البرازيلية البرتغالية
امتدت العلاقات البرازيلية البرتغالية على مدى أربعة قرون بدءًا من عام 1532 مع تأسيس ساو فيسنتي، أول مستوطنة برتغالية دائمة في الأمريكتين، حتى يومنا هذا. تُعد العلاقات بين البلدين مرتبطة بشكل جوهري بسبب الإمبراطورية البرتغالية. ما يزال البلدان ملزمين بلغة مشتركة وخطوط سلفية بين البرازيليين البرتغاليين، والتي يمكن إرجاعها إلى مئات السنين.
تشترك البرازيل والبرتغال اليوم في علاقة متميزة، ويتضح ذلك من التنسيق السياسي والدبلوماسي المتوافق، فضلًا عن التعاون الاقتصادي والاجتماعي والثقافي والقانوني والتقني والعلمي.
ينظر 76% من البرتغاليين إلى تأثير البرازيل بشكل إيجابي، بينما ينظر إليه 8% بشكل سلبي، وذلك وفقًا لاستطلاع أجرته إذاعة بي بي سي العالمية في عام 2011، وهو التصور الأكثر تفضيلًا للبرازيل لأي دولة أخرى في العالم خضعت لاستطلاع رأي.

## العلاقات الاقتصادية
تُعد العلاقات السياسية والاقتصادية مهمة اليوم. شاركت الشركات من كلا البلدين في عمليات الاندماج في العقد الأول من القرن الحادي والعشرين.
قيل إن العلاقات بين البلدين تستند إلى حجم البرازيل الهائل، وبالتالي إلى سوقها الاقتصادي واقتصادها الأكثر قوة بشكل عام. كان الاستثمار البرازيلي في البرتغال أكبر بكثير من الاستثمار البرتغالي في البرازيل في سبعينيات وثمانينيات القرن العشرين.
نما الاستثمار المباشر للبرتغال في البرازيل بشكل كبير، وذلك بالإضافة إلى نمو ثابت في التجارة بين البلدين.

## العلاقات الثقافية
يُعد البلدان عضوين في رابطة اللجان الأولمبية الناطقة بالبرتغالية بالإضافة إلى القواسم المشتركة بين اللغة والدين، وهما جزءان من الدول الناطقة باللغة البرتغالية.
يُطلق على البرتغال أحيانًا لقب «البلد الأم» للبرازيل بشكل مثير للجدل. يزعم تمثال بيدرو ألفاريس كابرال في حديقة باركي دو إبيرابويرا في ساو باولو أن «البرازيليين مدينون بكل شيء للبرتغال».
اشتُق أسلوب الزليج بالهندسة المعمارية السائد في البرازيل من عهد الحكم البرتغالي. تحظى تيلينوفيلا البرازيلية بشعبية في البرتغال. لم تكن العلاقات العرقية بين الاثنين قوية على الرغم من ذلك، وقيل أن «العلاقات الخاصة» قد انتهت بحلول أواخر القرن العشرين. ما يزال المواطنون البرتغاليون يُمنًحون امتيازات معينة، لا يتمتع بها الأجانب الآخرون، بموجب الدستور.
ما يزال المجتمع البرتغالي موجودًا في البرازيل، وكذلك المجتمع البرازيلي في البرتغال. يقال أن اللغة البرتغالية قد «وحدت» البرازيل، واستُخدِمت هذه اللغة إلى جانب لغة توبي السائدة في بعض المناطق فقط في القرن التاسع عشر. أصبحت البرتغالية لغة عالمية في البلاد بعد قدوم المزيد من المستوطنين من أوروبا والعبيد الأفارقة.
كانت الروابط البرتغالية مع البرازيل أضعف من الروابط بين الإمبراطوريات الأوروبية الأخرى مثل المملكة المتحدة، التي أرسلت مستعمراتها جنودًا للقتال في الحربين العالميتين. توجد أيضًا تباينات ثقافية بسبب تأثير الشعوب الأصلية والأفريقية، وتبنى كلاهما أسماء برتغالية ولكنهما احتفظا بعنصر من ثقافتهما وأعطوها طابعًا محليًا لخلق ثقافة برازيلية «فريدة» كما هو الحال في الرقص والمظاهر الأخرى. اعتُمِدت هذه من قبل سكان البرازيل البيض، ولكنها لم تكن موجودة في البرتغال.
أولى البلدان أيضًا اهتمامًا خاصًا لتعزيز ونشر اللغة البرتغالية في العالم. وقعت البرازيل والبرتغال على العديد من الاتفاقيات الثنائية بهدف إنشاء قواعد كتابة موحدة للغة البرتغالية، ولاستخدامها من قبل جميع البلدان التي تستخدم اللغة البرتغالية كلغة رسمية. تمكن المواطنون البرازيليون السفر إلى البرتغال (والعكس بالعكس) بدون تأشيرة منذ 21 أبريل عام 2000، وذلك بسبب معاهدة «حالة المساواة» التي وقع عليها البلدين.

## مقارنة بين البلدين
هذه مقارنة عامة ومرجعية للدولتين:
| وجه المقارنة                                              | البرازيل | البرتغال                                                  |
| --------------------------------------------------------- | --- | --------------------------------------------------------- |
| المساحة (كم2)                                             | 8.52 مليون | 92.21 ألف                                                 |
| عدد السكان (نسمة)                                         | 202.66 مليون | 10.60 مليون                                               |
| الكثافة السكانية (ن./كم²)                                 | 23.79 | 114.95                                                    |
| العاصمة                                                   | برازيليا، ريو دي جانيرو | لشبونة                                                    |
| اللغة الرسمية                                             | برتغالية برازيلية، Brazilian Sign Language ‏ | اللغة البرتغالية، اللغة الميراندية                        |
| العملة                                                    | ريال برازيلي، كروزيرو ريال برازيلي ‏، كروزيرو البرازيلية (1990–1993)، البرازيلي كروزادو نوفو، كروزادو برازيلي، cruzeiro ‏، كروزيرو البرازيلية (1942–1967)، الريال البرازيلي (قديم) | يورو، اسكودو برتغالي                                      |
| الناتج المحلي الإجمالي (بليون دولار)                      | 2.06 تريليون | 217.57 مليار                                              |
| الناتج المحلي الإجمالي (تعادل القوة الشرائية) بليون دولار | 3.22 تريليون | 307.82 مليار                                              |
| الناتج المحلي الإجمالي الاسمي للفرد دولار أمريكي          | 8.54 ألف | 19.22 ألف                                                 |
| الناتج المحلي الإجمالي للفرد دولار أمريكي                 | 15.89 ألف | 28.76 ألف                                                 |
| مؤشر التنمية البشرية                                      | 0.754 | 0.830                                                     |
| رمز المكالمات الدولي                                      | +55 | +351                                                      |
| رمز الإنترنت                                              | .br | .pt                                                       |
| المنطقة الزمنية                                           | | توقيت غرب أوروبا، توقيت غرب أوروبا الصيفي، أوروبا/لشبونة ‏ |

## مدن متوأمة
في ما يلي قائمة باتفاقيات التوأمة بين مدن برازيلية وبرتغالية:
- ترتبط سانتوس، ساو باولو مع فونشال باتفاقية توأمة.
- ترتبط بورتو سيجورو مع سيتوبال باتفاقية توأمة.
- ترتبط ماراكاناو مع Grândola [الإنجليزية]‏ باتفاقية توأمة.
- ترتبط ريسيفي مع بارسيلوس باتفاقية توأمة.
- ترتبط فيتوريا، البرازيل مع كاشكايش باتفاقية توأمة.
- ترتبط برازيليا مع لشبونة باتفاقية توأمة منذ 2004.
- ترتبط لوندرينا مع غيمارايش باتفاقية توأمة.
- ترتبط جرامودا مع آنغرا دو هروئيسمو باتفاقية توأمة.
- ترتبط كوريتيبا مع قلمرية باتفاقية توأمة.[17][18]
- ترتبط مارينغا مع ليريا باتفاقية توأمة.
- ترتبط غواروجا مع كاشكايش باتفاقية توأمة.
- ترتبط بورتو أليغري مع ريبيرا غراندي باتفاقية توأمة منذ 1994.
- ترتبط بتروبوليس مع شنترة باتفاقية توأمة.
- ترتبط بيلو هوريزونتي مع لشبونة باتفاقية توأمة منذ 2006.
- ترتبط ساو باولو مع ليريا باتفاقية توأمة منذ 2004.[19][19][19][19]
- ترتبط أوليندا مع فيلا دو كوندي باتفاقية توأمة.
- ترتبط جواو بيسوا مع أوفار [الإنجليزية]‏ باتفاقية توأمة منذ 31 مايو 1996.
- ترتبط سانتاريم، بارا مع شنترين باتفاقية توأمة.
- ترتبط ريو دي جانيرو مع سانتو تريسو باتفاقية توأمة منذ 1969.
- ترتبط بلدية سانتا كروز كابراليا مع Manteigas [الإنجليزية]‏ باتفاقية توأمة.
- ترتبط سالفادور مع آنغرا دو هروئيسمو باتفاقية توأمة.
- ترتبط بليم مع أفيرو باتفاقية توأمة.
- ترتبط كامبيناس مع كاشكايش باتفاقية توأمة منذ 1995.

## منظمات دولية مشتركة
يشترك البلدان في عضوية مجموعة من المنظمات الدولية، منها:
| علم المنظمة | اسم المنظمة                        | تاريخ انضمام البرازيل | تاريخ انضمام البرتغال |
| ----------- | ---------------------------------- | --------------------- | --------------------- |
|             | البنك الدولي للإنشاء والتعمير      | 14 يناير 1946         | 29 مارس 1961          |
|             | يونسكو                             | 4 نوفمبر 1946         | 11 مارس 1965          |
|             | الاتحاد البريدي العالمي            | ?                     | ?                     |
|             | البنك الإفريقي للتنمية             | ?                     | ?                     |
|             | نظام تحكم تكنولوجيا القذائف        | 1995                  | 1992                  |
|             | منظمة الشرطة الجنائية الدولية      | ?                     | ?                     |
|             | الأمم المتحدة                      | 24 أكتوبر 1945        | 14 ديسمبر 1955        |
|             | مؤسسة التنمية الدولية              | 15 مارس 1963          | 29 ديسمبر 1992        |
|             | المرصد الأوروبي الجنوبي            | 2010                  | 2001                  |
|             | منظمة التجارة العالمية             | ?                     | ?                     |
|             | وكالة ضمان الاستثمار متعدد الأطراف | 7 يناير 1993          | 6 يونيو 1988          |
|             | مجموعة البلدان الناطقة بالبرتغالية | ?                     | ?                     |
|             | الاتحاد الدولي للاتصالات           | 4 يوليو 1877          | 1866                  |
|             | مجموعة الموردين النوويين           | ?                     | ?                     |
|             | مؤسسة التمويل الدولية              | 31 ديسمبر 1956        | 8 يوليو 1966          |
|             | الفريق المعني برصد الأرض           | ?                     | ?                     |
|             | منظمة حظر الأسلحة الكيميائية       | ?                     | ?                     |

## أعلام
هذه قائمة لبعض الشخصيات التي تربطها علاقات بالبلدين:
- أدريانا ليما (عارضة برازيلية، 12 يونيو 1981 – )
- أليساندرا أمبروسيو (عارضة برازيلية، 11 أبريل 1981[27] – )
- أنطونيو كاهلوز جوبيم (25 يناير 1927[28][29][30] – 8 ديسمبر 1994[31][28][29])
- أوسكار نيماير (مهندس معماري برازيلي، 15 ديسمبر 1907[32][33][34] – 5 ديسمبر 2012[32][33][34])
- إيتامار فرانكو (سياسي برازيلي، 28 يونيو 1930[35] – 2 يوليو 2011[35])
- برونو ألفيش (لاعب كرة قدم برتغالي، 27 نوفمبر 1981[36] – )
- بيبي (لاعب كرة قدم برتغالي، 26 فبراير 1983[37] – )
- بيدرو الأول إمبراطور البرازيل (12 أكتوبر 1798[38][39] – 24 سبتمبر 1834[38][39])
- بيدرو الثاني إمبراطور البرازيل (سياسي برازيلي، 2 ديسمبر 1825[40][41] – 5 ديسمبر 1891[40])
- جورجي أمادو (كاتب برازيلي، 10 أغسطس 1912[42][43][44] – 6 أغسطس 2001[45][42][43])
- ديكو (لاعب كرة قدم برتغالى، 27 أغسطس 1977[46] – )
- ديودورو دا فونسيكا (5 أغسطس 1827[47][48] – 23 أغسطس 1892[47][48])
- رافاييل بيريرا دا سيلفا (لاعب كرة قدم برازيلي، 9 يوليو 1990[49] – )
- زيكو (لاعب ومدرب كرة قدم برازيلي، 3 مارس 1953[50][51] – )
- هيبي كامارغو (8 مارس 1929[52] – 29 سبتمبر 2012[52])

## معرض صور

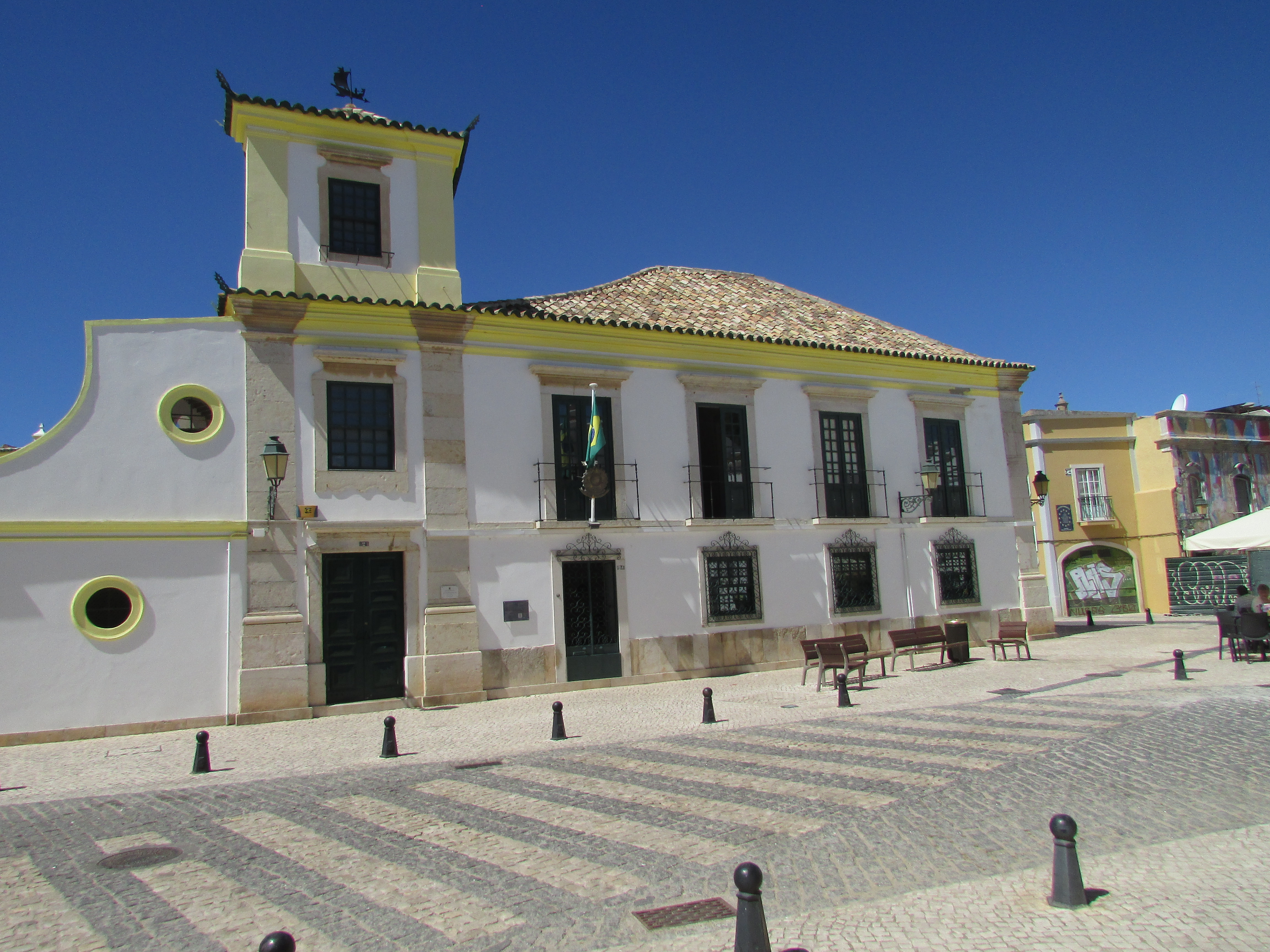
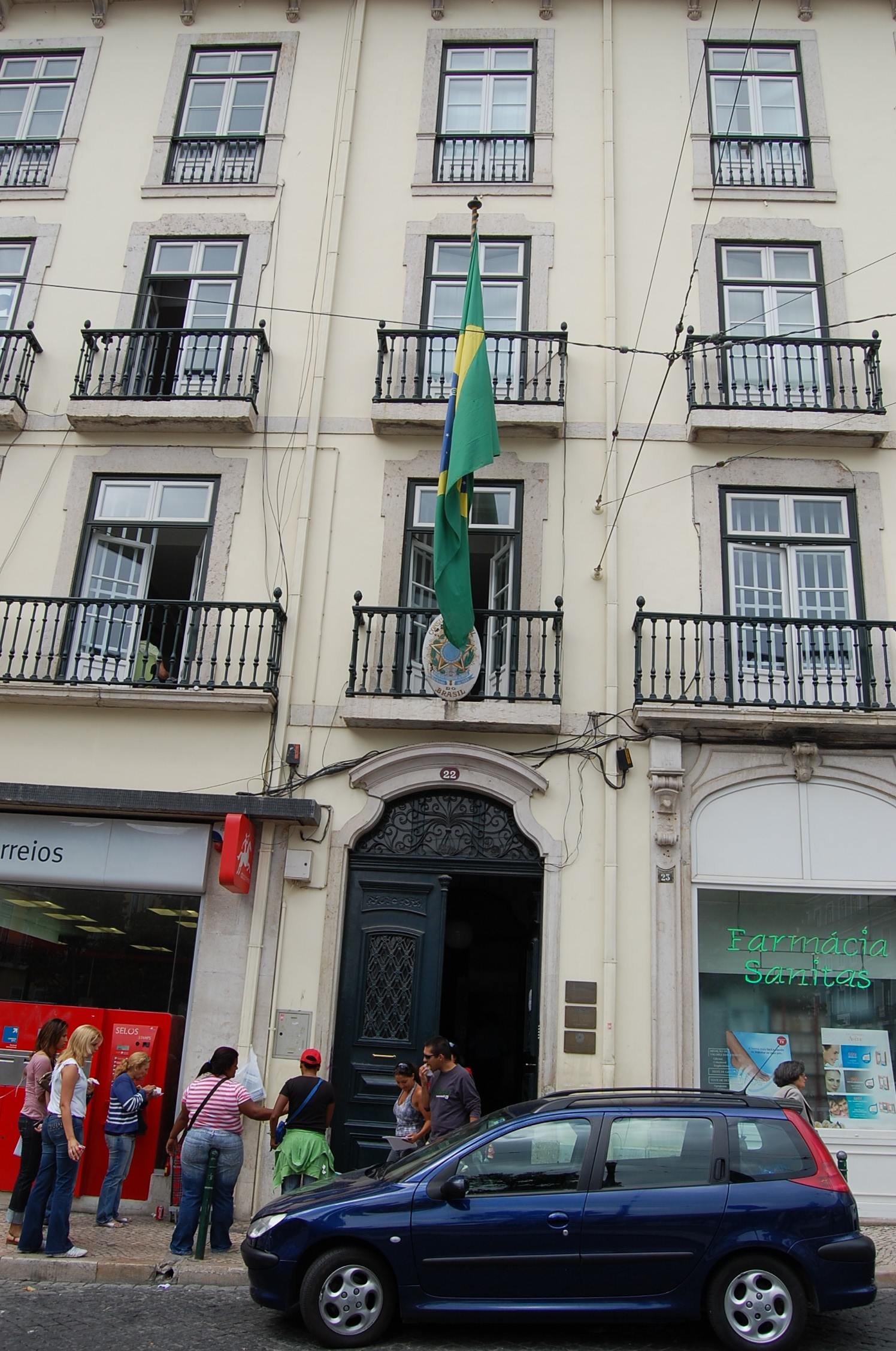
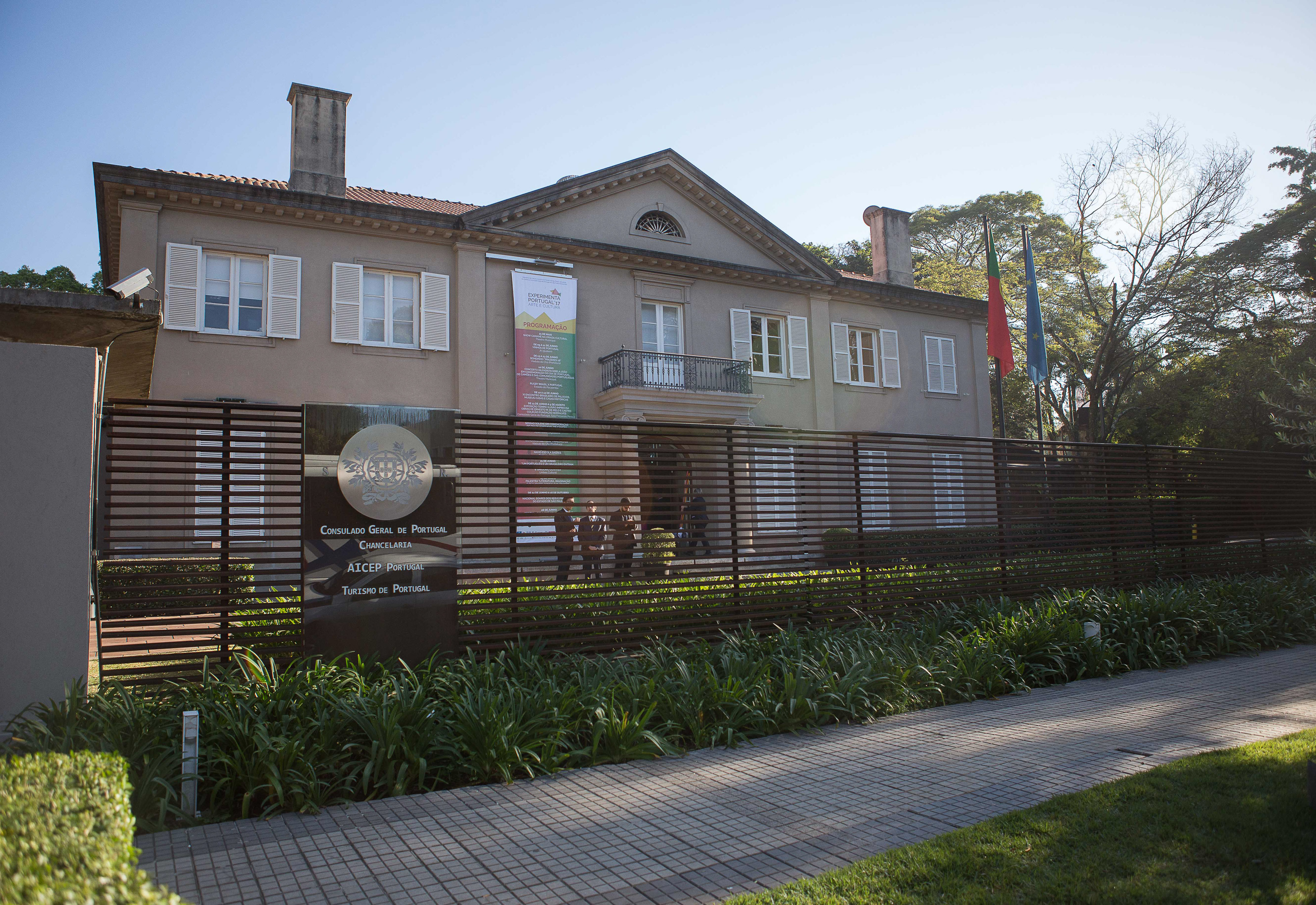

## وصلات خارجية
- موقع وزارة الخارجية البرازيلية
- موقع وزارة الخارجية البرتغالية